# Une femme très sport

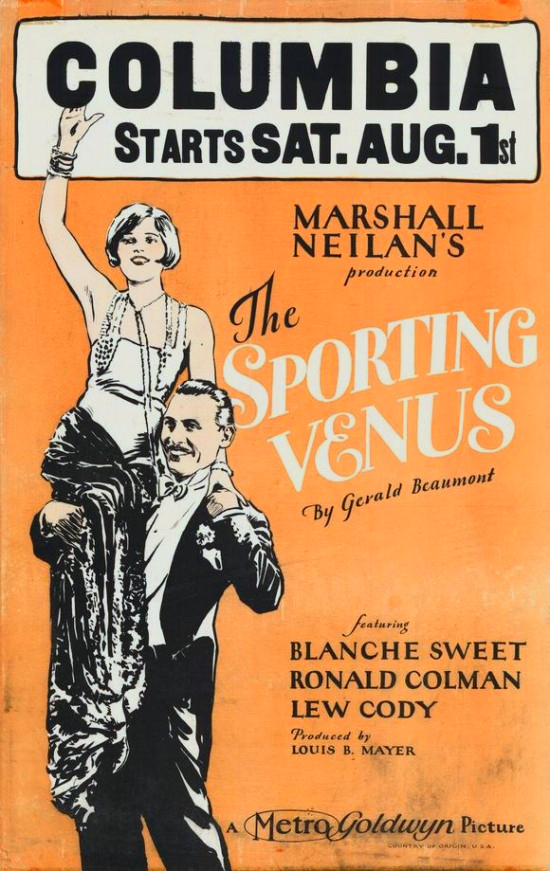
Affiche du film.

Une femme très sport (The Sporting Venus) est un film américain réalisé par Marshall Neilan, sorti en 1925.

## Synopsis
Lady Gwendolyn, une héritière écossaise, est amoureuse de Donald MacAllan, un roturier étudiant en médecine, mais son père désapprouve cette union. Un malentendu se développe et elle entame une relation amoureuse avec le prince Carlos, un noble qui prétend être riche. Pour tenter d'oublier son malheur, elle cherche à se divertir dans des stations thermales célèbres et sous d'autres climats. Elle finit par découvrir le véritable caractère du prince, et parvient à se réconcilier avec Donald.

## Fiche technique
- Réalisation : Marshall Neilan[2]
- Scénario : Thomas J. Geraghty d'après une histoire de Gerald Beaumont
- Photographie : David Kesson
- Montage : Blanche Sewell
- Genre : Romance[3]
- Distributeur : Metro-Goldwyn
- Durée : 6 bobines
- Date de sortie : 13 avril 1925

## Distribution
- Blanche Sweet : Lady Gwendolyn
- Ronald Colman : Donald MacAllan
- Lew Cody : Prince Carlos

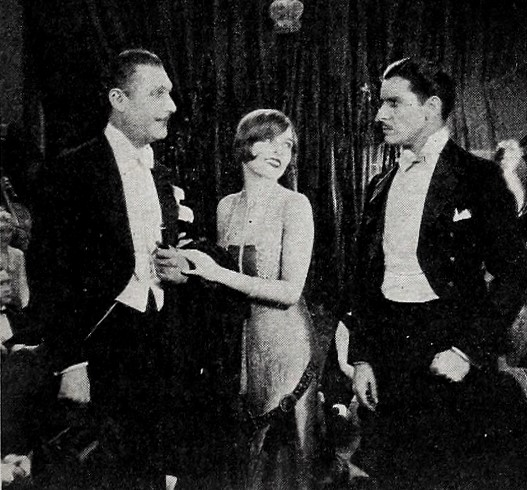
Ronald Colman, Blanche Sweet, et Lew Cody.

- Josephine Crowell : Countess Van Alstyne
- Edward Martindel : Sir Alfred Grayle
- Kate Price : Housekeeper
- Hank Mann : Carlos' Valet
- Arthur Hoyt : Detective
- George Fawcett : Father